# Canyon de Chelly
Canyon de Chelly (udtales "d'shay") ligger i Navajo-reservatet i Apache County i delstaten Arizona, USA.
Canyon de Chelly arvede det pseudo-spanske navn i forsøg på at efterligne Navajo-ordet "tsegi", som betyder "rock canyon" (sten canyon). Faktisk er der flere canyoner her i området: Black Rock Canyon, Canyon del Muerto, Mon Canyon, men den længste er "Canyon del Muerto" (Dødens canyon) som er næsten ligeså lang som Canyon de Chelly, som er 43 km lang.
Det dybeste sted er 310 meter, og mange af canyonens sider ser ud til at være skåret af en 186 m. lang kniv. En fascinerende skabelse er Spider Rock, en negllignende sandstensmonolit, som skyder 248 m. op af canyonens bund. 
Mennesker har boet i Canyon de Chelly i over 2000 år og Anasazi-folket har efterladt omkring 400 ruiner lige fra primitive lerhuse til konstruktioner af treetagers højt murede huse fra omkring året 1284. De har efterladt tusindvis af tegninger på canyonens vægge og da deres Navajo efterfølgere begyndte at bosætte sig i canyonen i midten af 1700 tallet, kunne de læse deres historie.
Canyon de Chelly blev nationalt monument i 1931, selvom Navajo-indianere, som stadigvæk driver landbrug i canyonens bund, ikke tillader adgang til størstedelen af den.